# Сражение на северном фасе Курской дуги
Сражение на северном фасе Курской дуги (5—18 июля 1943 года) — составная часть Курской битвы, пространственно-временными рамками охватывающее на северном фасе Курской дуги: оборонительную часть, известную как Оборонительная операция на Орловско-Курском направлении (5—11 июля 1943), оперативную паузу (12—14 июля), контрудар с выходом на рубежи до немецкого наступления (15—18 июля). Сражение также является составной частью Курской стратегической оборонительной операции (5—23 июля 1943).

## Обстановка накануне сражения

### Планирование немецкого наступления в марте
Оперативный приказ Ставки вермахта № 5 предусматривает создание ударных группировок для наступления на Курском направлении и «командующим группами армий доложить к 25 марта о своих планах». Планировалось «высвобождающиеся путём отвода из района Вязьмы войска 4-й и 9-й армий выделить в резерв главного командования». В телеграмме командующего ГА «Центр» от 24 марта 1943 г. говорится, «что 9-я армия сосредоточится для наступления приблизительно к 1 мая».
9-я армия генерал-полковника В. Моделя должна была нанести удар на участке между шоссейной и железной дорогами Орел — Курск (около 40 км). Для действий на направлении главного удара выделялись 3 танковых корпуса (46, 47, 41), фланги обеспечивали 2 армейских корпуса (20, 23).

### Анализ обстановки советским командованием
8 апреля 1943 года Г. К. Жуков делает свой ставший историческим доклад:
«Войска фронтов в полосе своих действий вели усиленную авиационную и войсковую разведку. В результате в начале апреля у нас имелись достаточно полные сведения о положении войск противника в районе Орла, Сум, Белгорода и Харькова. Проанализировав их, … и обсудив все с командующими Воронежским и Центральным фронтами, а затем с начальником Генштаба А. М. Василевским, я послал Верховному … доклад».
Главный вывод сделан в конце доклада:

… Переход наших войск в наступление в ближайшие дни с целью упреждения противника считаю нецелесообразным. Лучше будет, если мы измотаем противника на нашей обороне, выбьем его танки, а затем, введя свежие резервы, переходом в общее наступление окончательно добьем основную группировку противника.

## В ставке ВГК
А. М. Василевский дополняет Жукова: «Я как раз находился у И. В. Сталина, когда он получил этот доклад. Верховному было известно, что Генеральный штаб придерживается точки зрения Жукова. Прочитав доклад Жукова, Сталин сказал: „Надо посоветоваться с командующими войсками фронтов“, — и распорядился запросить мнение фронтов. Генштабу он поручил подготовить специальное совещание для обсуждения плана летней кампании 1943 года.
Штеменко С. М. приводит: [что?]

### Мнение руководства ЦФ
Начальник штаба фронта М. С. Малинин писал в Генштаб 10 апреля: „К… сосредоточению войск на вероятных для наступления направлениях, … противник может приступить после окончания весенней распутицы … Следовательно, перехода в решительное наступление можно ожидать ориентировочно во второй половине мая 1943 года.
… Считал бы целесообразным предпринять… : объединёнными усилиями войск Западного, Брянского и Центрального фронтов уничтожить орловскую группировку противника и этим лишить его возможности нанести удар из района Орел через Ливны на Касторное, захватить важнейшую необходимую для нас железнодорожную магистраль Мценск — Орел — Курск и лишить противника возможности пользоваться Брянским узлом железных и грунтовых дорог“.

### Мнение руководства ВФ
„Намерение противника нанести концентрические удары: из района Белгород на северо-восток и из района Орел — на юго-восток с тем, чтобы окружить наши войска, находящиеся западнее линии Белгород, Курск. В дальнейшем следует ожидать удара противника в юго-восточном направлении во фланг и тыл Юго-Западному фронту с тем, чтобы затем действовать в северном направлении. Однако не исключена возможность, что в этом году противник откажется от плана наступления на юго-восток и будет проводить другой план, а именно: после концентрических ударов из района Белгород и Орел он наметит наступление на северо-восток для обхода Москвы. С этой возможностью следует считаться…“.

### Резюме Рокоссовского
Рокоссовский К. К. дополняет:

Ставка приняла решение в оборонительной операции под Курском ослабить его ударные группировки, а потом перейти в наступление на всем южном участке фронта — от Смоленска до Таганрога. Не могу умолчать о том, что при обсуждении в Ставке предстоявшей операции (на этом совещании присутствовали и мы — командующие фронтами) были сторонники не ожидать наступления противника, а, наоборот, упредить удар. Ставка поступила правильно, не согласившись с этим предложением.

## В ставке Гитлера
Обсуждение доклада состоялось 3—4 мая 1943 г. на совещании в Мюнхене. Присутствовавший на нём Г. Гудериан впоследствии вспоминал:
„Совещание открыл Гитлер. В своей 45-минутной речи он обстоятельно обрисовал положение на Восточном фронте и поставил на обсуждение присутствующих предложения начальника генерального штаба и возражения генерала Моделя. Модель, располагая подробными разведывательными данными, особенно аэрофотоснимками, доказал, что как раз на этих участках фронта, на которых обе группы армий хотят предпринять наступление, русские подготовили глубоко эшелонированную, тщательно организованную оборону. К тому времени русские уже отвели главные силы своих мотомеханизированных войск с выступающих вперед позиций и в свою очередь на вероятных направлениях нашего прорыва, который мы намечали провести согласно нашей схеме наступления, необычайно усилили свою артиллерию и противотанковые средства“.

### Оценка обстановки Моделем
По данным, представленным Моделем, ЦФ К. К. Рокоссовского в начале мая насчитывал 31 дивизию, 1200 орудий, 200 установок реактивной артиллерии и 1500 танков. Боевой состав войск Рокоссовского оценивался немцами в 124 тыс. человек. Это давало ЦФ почти двойное превосходство над 9 А, насчитывавшей в середине мая 324 924 „едока“ при численности боевых подразделений 67 188 человек, 824 орудия и около 800 танков и САУ. При этом аэрофотоснимки показывали множество советских противотанковых позиций и траншей. Прорыв обороны требовал сильной пехотной составляющей. Однако большая часть пехотных дивизий армии Моделя имела численность пехоты вдвое меньше штатной, многие из этих соединений расформировали, по крайней мере, три из штатных девяти пехотных батальонов. К 16 мая 1943 г., когда должна была начаться „Цитадель“, пехотные дивизии имели среднюю „боевую численность“ (непосредственно участвующих в бою) в 3306 человек. Тринадцати пехотным дивизиям 9 А недоставало 2000 грузовиков, а 4 тд из-за их нехватки была вынуждена держать 2500 лошадей.
Для порученной ему операции по прорыву В. Модель с самого начала потребовал 6 дней.

### Предложения Клюге и Манштейна
Фельдмаршал фон Клюге заявил в свойственной ему резкой форме, что данные Моделя о том, что глубина позиций противника достигает 20 км, преувеличены. На аэрофотоснимках, по его мнению, были зафиксированы только уже развалившиеся от прежних боев окопы. Затем фельдмаршал указал на то, что при дальнейшей отсрочке мы упустим инициативу. Это может привести к тому, что мы будем вынуждены снять части с фронта „Цитадель“.
Мнение Манштейна:
»…Я также высказался против предложенной Гитлером отсрочки по двум причинам. То пополнение танками, которое мы получим, будет, видимо, более чем компенсировано увеличением танков на советской стороне. Ежемесячный выпуск танков составлял у противника не менее 1500 единиц. Кроме того, дальнейшее ожидание приведет к тому, что советские части после потерь в зимнюю кампанию и после недавних поражений, сильно повлиявших на моральный дух и боевые качества вражеских соединений, вновь обретут свою ударную силу. Наконец, укрепление вражеских позиций будет продолжаться с все большей интенсивностью.
Против отсрочки операции «Цитадель» говорил также и тот факт, что это значительно увеличило бы опасность в полосе обороны группы. Сейчас противник ещё не готов к наступлению на Донце и Миусе. Но в июне он сможет это сделать".
Забегая вперёд, отметим — Манштейн оказался прозорлив:

… 17 июля противник, как и ожидалось, начал наступление на Донецком и Миусском фронтах. …17 июля ОКХ приказал немедленно снять весь 2 тк СС и направить его в своё распоряжение, а 18 июля оно потребовало передать 2 другие танковые дивизии в распоряжение группы «Центр».

## Силы сторон
П. Карель пишет: «Ни одно из предыдущих сражений на Востоке не знало такой концентрации военной мощи и столь тщательной подготовки. В группе армий „Юг“ Манштейна было более 1000 танков и около 400 штурмовых орудий, в группе армий „Центр“ Клюге почти столько же, так что всего к наступлению было готово около 3000 танков и штурмовых орудий.
Тысяча восемьсот самолётов выстроились на аэродромах вокруг Харькова и Орла, чтобы контролировать небо во время операции „Цитадель“ и обеспечивать танкам прикрытие с воздуха.
Чтобы представить себе масштаб этой подготовки, достаточно вспомнить, что Гитлер начал свою кампанию против СССР 22 июня 1941 года, имея 3580 танков и 1830 самолётов».

### Германия
Противник, противостоявший Центральному фронту, был весьма серьезен: 22 дивизии (15 пехотных, 6 танковых и 1 моторизованную) 9-й армии и 4 пехотные дивизии 2-й армии, всего 460 тысяч человек, около 6 тысяч орудий и миномётов, до 1200 танков и штурмовых орудий.
Для осуществления операции Цитадель на северном фасе Курского выступа привлекалась 9-я армия (вермахт) группы армий Центр под командованием В. Моделя. Гитлер бросил в это сражение почти все резервы. На северный фас Курской дуги из-под Смоленска были переброшены 10-я и 36-я моторизованные дивизии (мд), 6-я, 86-я, 292-я пехотные дивизии (пд); из-под Брянска — 2-я и 9-я танковые дивизии (тд).
Состояние танкового парка дивизий ГА «Центр», выделенных для проведения операции «Цитадель».
|       | Pz.ll | Pz.lll kz | Pz.lll(75) | Pz.lll lg | Pz.lV kz | Pz.lV Ig | Ком. |
| ----- | ----- | --------- | ---------- | --------- | -------- | -------- | ---- |
| 2 тд  | 12    | 8         | 20         | 12        | 1        | 59       | 6    |
| 9 тд  | 1     | 8         | -          | 30        | 6        | 14       | 6    |
| 20 тд | 9*    | 2         | 5          | 10        | 9        | 40       | 7    |
| 4 тд  | -     | -         | 15         | -         | 1        | 79       | 6    |
| 12 тд | 6     | 15        | 6          | 15        | 1        | 36       | 4    |

- — Pz.38(t)

«Боевая численность» дивизий ХХХХІ и ХХХХѴІІ корпусов 9-й армии на 4 июля 1943 г.
| Соединение           | 2 тд | 4 тд | 9 тд | 18 тд | 20 тд | 6 пд | 86 пд | 292 пд |
| -------------------- | ---- | ---- | ---- | ----- | ----- | ---- | ----- | ------ |
| «Боевая численность» | 4062 | 3549 | 3571 | 3479  | 2831  | 3121 | 3650  | 3714   |

#### Резервы ГА «Центр»
В проекте операции «Цитадель» от 12.4.43 говорится о резервах группы армий «Центр»:

 б) Для защиты от возможных сильных контратак противника в распоряжении остаются вне полосы наступления только следующие соединения:
аа) в полосе 2-й танковой армии (северный фланг) — 5-я танковая дивизия (армейский резерв);
бб) в полосе 4-й армии для защиты рубежа вдоль шоссе — 36-я пехотная дивизия (позже — армейский резерв);
вв) в полосе 3-й танковой армии в качестве резерва группы армий — 8-я танковая и 87-я пехотная дивизии.
Для того, чтобы уменьшить значительное оголение угрожаемых участков фронта у 2-й танковой армии и 4-й армии, будет предоставлена заявка на переброску в группу армий «Центр» до 10 мая двух дивизий.
Также в ходе самой операции предлагалось задействовать 20-ю моторизованную (пгд) дивизию. Позднее эти дивизии вместо поддержки наступления на Курск были вынуждены отражать под Орлом наступление «Кутузов».

### СССР
Северный фас Курской дуги на протяжении 306 километров (от Алексеевки до Коренева) обороняли войска Центрального фронта: более 700 тысяч бойцов, 5282 орудия всех калибров, 5637 миномётов калибром 82 и 120 мм, 1783 танка и САУ, 1092 самолёта.
Состав Центрального фронта в Курском сражении летом 1943 года:
- 48-я армия (генерал-лейтенант П. Л. Романенко);
- 13-я армия (генерал-лейтенант Н. П. Пухов);
- 70-я армия (генерал-лейтенант И. В. Галанин);
- 65-я армия (генерал-лейтенант П. И. Батов);
- 60-я армия (генерал-лейтенант И. Д. Черняховский);
- 16-я воздушная армия (генерал-лейтенант С. И. Руденко).

В резерве фронта находились 2-я танковая армия (генерал-лейтенант А. Г. Родин), 9-й и 19-й танковые корпуса и другие части усиления.
Распределение танковых частей между армиями Центрального
фронта перед началом сражения на Курской дуге:
| Армия | фронт,км | отбр | отп | оттп | тсап | сап | танков | САУ |
| 48    | 43       |      | 3   |      | 1    | 2   | 135    | 54  |
| 13    | 33       | 1    | 3   | 2    | 1    | 2   | 215    | 32  |
| 70    | 65       |      | 3   |      |      |     | 117    |     |
| 65    | 92       |      | 3   | 1    |      |     | 127    |     |
| 60    | 95       | 1    |     |      |      |     | 66     |     |

Распределение средств усиления между дивизиями первого эшелона:
|                                   | 8 сд | 148 сд | 81 сд | 15 сд |
| --------------------------------- | ---- | ------ | ----- | ----- |
| Артиллерийские и минометные полки | 5    | 6      | 8     | 5     |
| Гвардейские минометные полки      | 1    | 1      | 1     | 1     |

Боевой состав сил авиации на ЦФ (16 ВА) насчитывал:
- 6 истребительных, 2 штурмовые, 4 бомбардировочные дивизии
- в которых к началу сражения было 455 истребителей, 241 штурмовик, 260 дневных и 74 ночных бомбардировщика, 4 самолёта-разведчика.

## Инженерные заграждения
1-я гвардейская отдельная инженерная бригада специального назначения под командованием М. Ф. Иоффе совместно с фронтовыми инженерами занималась подготовкой заграждений перед сражением, а с началом боев на базе бригады формировались подвижные отряды заграждения (ПОЗ).
За апрель-июнь в полосе Центрального фронта было отрыто до 5000 км траншей и ходов сообщения, установлено 237 000 противотанковых, 167 000 противопехотных мин, 63 радиоуправляемых фугаса, 805 км проволочных заграждений. На участке 13-й армии Н. П. Пухова сапёры установили 50 000 противотанковых мин, 30 000 противопехотных мин, около 1000 фугасов, 46 мин замедленного действия.

## Планы сторон
9 армия В. Моделя должна была прорвать глубоко эшелонированную оборону Центрального фронта.
Как известно, командующий 9А (в документах она обозначена кодовым названием — группа Вейс) был против предстоящего наступления, и у него были для этого причины. Разведотдел группы, на основании донесений и прежде всего азрофотоснимков, давал реальную картину рубежа обороны 13-й армии ЦФ — она была непреодолимой.
В.Модель в соответствии с приказом Гитлера за № 6 ставит задачи командирам своих корпусов.

По мнению Е. Е. Щекотихина «этот документ проясняет многие аспекты, которые долгое время не были известны. Ознакомившись с ним, можно представить, что думал наш противник и как он оценивал ситуацию в последний момент перед началом сражения. В частности, Модель знал о предстоящем наступлении войск Западного и Брянского фронтов по очищению Орловского плацдарма».
Боевые действия в наступательной операции «Цитадель» он начал осторожно, именно поэтому не ввёл в начале сражения группу Эзебека (4-я, 12-я танковые и 10-я моторизованная дивизии). 12 июля она была сразу же направлена на угрожаемый участок — в район Новосиля, к месту штурма войсками БФ обороны 2 ТА немцев.

### Построение немецких войск
Ударная группировка 9А предназначалась для нанесения главного удара с севера в общем направлении на Курск. Глубина задачи — 75 км.
Оперативное построение — в два эшелона; в первом эшелоне: пехотных дивизий — 7, танковых — 2; во втором эшелоне: танковых — 4, моторизованных — 1, пехотных — 1.
Прикрытие флангов ударной группировки и ведение обороны на занимаемых рубежах осуществлялось в полосе иск. Троена—Севск 6 пехотными дивизиями 9А, в полосе 10 км южн. пос. Змиевка — 10 км сев. г. Малоархангельск — 2 пехотными дивизиями 9А. Оперативное построение — в один эшелон.

### Построение советских войск
Наибольшая плотность обороны была на правом фланге ЦФ. Силами 17 стрелковых дивизий левого фланга 70А, 65А и 60А и 4 стрелковых бригад планировалось продолжать удерживать оборону на занимаемых рубежах общей протяженностью 200 км.

### Предложение Ватутина начать первым
Василевский А. М. так описывает опасность затянувшейся оперативной паузы: «В результате … наблюдения за противником как на Воронежском, так и на Центральном фронтах, а также по данным… разведки, нам уже точно было известно, что фашисты полностью изготовились к наступлению. Но наступления почему-то не начинали. Вот это „почему-то“ немало беспокоило нас, а некоторых даже выводило из равновесия. Особую нетерпеливость начал проявлять… Н. Ф. Ватутин. Николай Федорович неоднократно ставил передо мной вопрос о необходимости начать самим наступление… Мои доводы, что переход врага в наступление против нас является вопросом ближайших дней и что наше наступление будет безусловно выгодно лишь противнику, его не убеждали.
— Александр Михайлович! Проспим мы, упустим момент, … — Противник не наступает, скоро осень и все наши планы сорвутся. Давайте бросим окапываться и начнем первыми. Сил у нас для этого достаточно.
Из ежедневных переговоров с Верховным Главнокомандующим я видел, что неспокоен и он. Один раз он сообщил мне, что ему позвонил Ватутин и настаивает, чтобы не позднее первых чисел июля начать наше наступление; далее Сталин сказал, что считает это предложение заслуживающим самого серьёзного внимания…».

### Окончательное решение Рокоссовского
Не встретив поддержки со стороны Генерального штаба, Н. Ф. Ватутин решил найти её в лице командующего Центральным фронтом. Но и К. К Рокоссовский категорически высказался против, чем немало удивил Ватутина:
—— Ведь Вы сами предлагали начать наступление, не дожидаясь, пока его начнут немцы, чтобы сорвать их планы!
— Я считал это возможным и необходимым до начала развертывания войск противника и приведения
их в готовность к наступлению. Момент упущен. Теперь нам остается дождаться наступления немцев и встретить их, как положено.
— А Вы уверены, что немцы его в ближайшее время начнут?
— Абсолютно уверен! Не пройдет и недели, как немцы ударят сразу по двум направлениям — на Ольховатку и на Обоянь. Жарко будет и мне, и Вам.
— А почему Вы так в этом уверены?
— Полководец должен быть психологом! Надо уметь поразмыслить и за противника.
— Но что-то же мы должны предпринять!
— Хороший эффект даст упреждающая артподготовка по разведанным целям перед самым началом наступления противника. Такой сюрприз я ему готовлю.
— Я готов присоединиться. Но риск велик…
— Он себя оправдает.
Разумный риск, основанный на большом количестве разведданных, перенос основных сил на направление предполагаемых ударов давали К. К. Рокоссовскому уверенность в успехе оборонительной части операции, что потом и подтвердилось.

## Контрартподготовка ЦФ
В 13А Центрального фронта было намечено четыре варианта, при этом пехота и танки противника в числе поражаемых объектов составляли только 17 %, остальными и по существу главными объектами были артиллерия и наблюдательные пункты. По сути это была «контрартподготовка», как её называли в директиве командующего артиллерией фронта. Также по мнению Н. С. Фомина:

…выбор момента открытия огня в контрподготовке является едва ли не самым трудным решением, которое должно принять командование. Лишь при тщательной разведке можно избежать закономерную в этом случае неуверенность. 

## Периоды оборонительной части сражения
Исследование Генштаба определило границы «Сражения на северном фасе Курской дуги»:

Сражение на орловско-курском направлении развернулось на 40-км фронте и захватило территорию Курского выступа (северный фас Курской дуги) на глубину до 12 км. Бои здесь длились в течение 13 дней.
Подготовительный период с апреля по июль закончился. Завершился и этап своеобразной «битвы ставок», разведки и контрразведки, «которая сражалась первой». Осталось главное — выиграть оборонительное сражение и, перейдя в стратегическое наступление, завершить коренной перелом в войне.

### Бои за первую полосу обороны (5 и 6 июля)

#### «Тигры» и «Фердинанды» начинают, но…
Модель поставил в первый эшелон два своих самых слабых подвижных соединения: 20 тд (50 танков) и танковый полк 18 тд (69 танков).

 Однако большая часть бронетехники 9А находилась не в подвижных соединениях, а в отдельных частях качественного усиления. Модель поставил немалые силы — 656-й полк «Фердинандов», 177-й и 244-й бат. «Штурмгешюцев» в полосу наступления ХХХХІ тк. — Исаев А. В. Освобождение 1943. «От Курска и Орла война нас довела…». — М.: Эксмо, Яуза, 2013.
Это составило в общей сложности 233 танка и САУ.
- 47 тк генерала танковых войск Иоахима Лемельзена — для поддержки атаки ХХХХVІІ тк Модель использовал обе роты 505-го бат. «Тигров» в дополнение к 245-му и 904-му бат. штурмовых орудий, что составило 93 единицы бронетехники.
- 46 тк генерала пехоты Ханса Цорна — атаку ХХХХVІ тк поддерживали 40 танков и штурмовых орудий, а атаку XXIII корпуса — 62 штурмовых орудия. Всего 9-я армия бросила в бой в первом эшелоне 5 июля 542 единицы бронетехники, или 57,7 % всей наличной бронетехники. На направлении главного удара, в полосе корпуса Лемельзена, плотность танков составила 18 машин на км, а в секторе Гарпе достигала 25 машин на км фронта после ввода в бой танкового полка 18 тд.[11]

#### Неожиданный успех ХХХХVІІ тк
Быстрый взлом первой линии советской обороны ХХХХVІІ танковым корпусом стал неожиданностью для самих немцев. Описывая ход боевых действий в первый день наступления, командир 6 пд Гроссман писал:

 Батальон «Тигров» далеко впереди сражался с вражескими танками. Вдалеке перед фронтом дивизии лежала возвышенность, на которой можно было наблюдать передвижения русских. Если бы в этот момент подошли танковые дивизии, то, вероятно, Курск был бы взят; враг был застигнут полностью врасплох и слабым. Драгоценное время, которое враг использовал для того, чтобы бросить вперед свои резервы, было потеряно.
Хорст Гроссман был не одинок в негативной оценке плана наступления Моделя. В своей истории германских танковых сил бывший начальник штаба Гудериана Вальтер Неринг писал: «Из 6 механизированных дивизий на северном фасе 5 находились в резерве. Уже одно это дало Красной армии решающее преимущество. Было бы гораздо разумнее бросить пару танковых дивизий вперед».
Мнение Исаева А. В.:
У планов неуспешных операций незавидная судьба — их чаще всего безжалостно критикуют. Причем, что бы ни делал потерпевший неудачу военачальник, его обязательно осудят потомки. На южном фасе Манштейн и Гот поставили все подвижные соединения в первый эшелон — их осудили за отказ от выделения эшелона развития успеха.

#### О вводе 2-го эшелона
Столкнувшись с сильным сопротивлением обороны 13 А, командующий 9 А решил досрочно ввести в действие свежие силы. В 17.00 5 июля, находясь на КП ХХХХVІІ тк, Модель объявил Лемельзену, что намерен на следующий день ввести в бой 2-ю и 9-ю тд в полосе его корпуса. Первоначальные планы использования двух этих дивизий в качестве эшелона развития успеха были отброшены. Согласно показаниям, данным в советском плену ком. 2 тд Фольратом Люббе, его части начали выдвигаться вперед ещё в первой половине дня 5 июля. Колонны 2-й и 9 тд двигались практически без воздействия с воздуха. После разминирования дорог две танковые дивизии вступили в бой и к вечеру вышли в район Соборовки, на подступы к высоте 257.
О важности этого момента говорит Исаев А. В.:

Если судить по показаниям Люббе, претензии к Моделю совершенно безосновательны. Уже вечером первого дня наступления танковые дивизии второго эшелона были введены в сражение. Если бы 13А не имела сильного второго эшелона, распад её обороны был бы неминуем. 
«Командование 9А в первый же день сражения вынуждено было признать, что намеченные цели нигде достигнуты не были и что обороняющиеся русские оказались значительно сильнее. Поэтому г.-полковник Модель приказал уже ночью вывести 2 тд г. л-та Люббе и 9 тд генерал-лейтенанта Шеллера в полосу наступления 47 тк. Две этих дивизии должны были 6 июля окончательно сломить сопротивление русских и выйти на оперативный простор».
Командование ЦФ также решило ввести оперативные резервы.
По сообщению разведотдела штаба 9А о противнике № 150:
«16 тк, в первый же день наступления поднятый по тревоге сев. Фатежа, уже на второй день вступил в бой. Также и две другие оперативные группы сев. Фатежа (17 ск с 70, 75-й и 6-й сд) и южнее Малоархангельска (воздушно-десантный корпус) частью сил вступили в бой. Они имели задачу остановить немецкое наступление и, перейдя в контрнаступление, восстановить положение».

#### О передаче 12 тд и 10 мд
На вводе в бой второго эшелона корпусов Лемельзена (47 тк) и Гарпе (41 тк) насыщение бронетехникой ударной группировки 9-й армии не закончилось. Следующим утром, в 5.40 6 июля, В. Модель позвонил по телефону командующему группой армий (ГА) «Центр» фон Клюге. Он доложил план атаки и уверенно пообещал, что к вечеру захватит высоты вокруг Понырей, Ольховатки, Кашары и Теплого.
По мнению Исаева А. В.:

Модель верил, что такой успех позволит взломать оборону Рокоссовского на всю её глубину. После этого 9-я армия сможет развивать наступление на Курск. Однако эти оптимистичные заявления лишь предваряли требование об усилении армии.
Модель заявил фон Клюге, что у него не хватает сил, поэтому он просит командующего группой армий передать из своего резерва 10 мд и 12 тд. Из этих двух дивизий и 4-й тд предлагалось создать эшелон развития успеха — «группу Эзебека».
По предположению Исаева А. В.:

Похоже, что азарт битвы все сильнее захватывал Моделя, первоначально не испытывавшего энтузиазма относительно «Цитадели». Желание выиграть любой ценой перевешивало осторожность… После некоторого колебания (в резерве группы армий оставалась только 5-я тд) фон Клюге согласился передать Моделю два новых соединения. 

### Бои за вторую полосу обороны (7 и 8 июля)
7 июля продолжились бои за 2-ю армейскую полосу обороны, на Поныровском (вдоль железной дороги) и Ольховатском направлениях. Из фронтового резерва в район Понырей переброшены 11-я миномётная и 46-я лёгкая артбригады, 12 артполк 2-й ИПТАБР 48А.
Рокоссовский хорошо понимал сложность ситуации:

К исходу третьего дня сражения почти все фронтовые резервы были втянуты в бой, а противник продолжал вводить все новые и новые силы на направлении своего главного удара. Можно было ожидать, что он попытается бросить в бой все, что у него имеется, пойдет даже на ослабление своих частей на второстепенных участках фронта.
Чем удержать его? И я решился на большой риск: послал на главное направление свой последний резерв — [215] 9-й танковый корпус генерала С. И. Богданова, который располагался в районе Курска, прикрывая город с юга. Это было полностью укомплектованное соединение, наша надежда и гордость.
Я сознавал, чем нам грозит этот манёвр при неудаче. Ведь у соседа фронт дал трещины. Оттуда, с юга, всегда можно было ожидать вражеского удара. В ночь на 8 июля 9-й танковый корпус был подтянут на главное направление.

#### Гвардейцы Рокоссовского
На второй полосе Panzerwaffe столкнулись с упорнейшим сопротивлением, в том числе гвардейских дивизий, цементирующих всю систему обороны.

#### Галерея Героев 70 гв. сд
Манёвр резервами оправдал себя:
«Командование 9А получило данные о подходе дополнительных резервов противника. В тот день были замечены не только свежие танковые бригады, но и воздушно-десантные бригады, то есть элитные войска, сквозь которые потрепанная армия (потерявшая уже 10000 человек) прорваться уже не могла».
«Сложившаяся обстановка потребовала новых планов. Генерал-полковник Модель вечером 8 июля прибыл на КП 47 тк и вынужден был признать, что, учитывая неблагоприятные условия местности и нарастающий с каждым часом артиллерийский огонь противника, необходимо обдумать новые [250] намерения. 9 июля прибыл фельдмаршал фон Клюге и после беседы с генерал-полковником Моделем, генералами Харпе и Лемельзеном принял решение с этого же дня остановить все наступающие части и провести перегруппировку для нового наступления. Наступление должно было продолжиться 10 июля».

### Завершение оборонительного периода в сражении (9 — 11 июля)
Э. Клинк указывает на ряд совещаний, прошедших 9 июля:

Командующий 9А, проанализировав сложившееся на фронте положение, 9 июля принял решение о временной приостановке наступления, чтобы подготовиться к последующей атаке. В результате прошедшего рано утром 9 июля на передовом КНП обсуждения тактической обстановки на направлении главного удара стало ясно, что в распоряжение 47 тк для улучшения его боеспособности необходимо предоставить четыре танковых (20, 4, 2 и 9-ю) и одну пехотную (6-ю) дивизии. Генерал-полковник Модель искал причины неудач предыдущих дней и нашёл их в ошибках командования штабов 47 тк корпуса и дивизий.
Э. ф. Манштейн указывает глубину продвижения танкового клина:

Несмотря на эти контратаки, ударный клин 9 армии продвигался вперед, хотя и в полосе шириной всего лишь 10 км. Однако 9 июля наступление остановилось на линии обороны противника на холмистой местности в районе Ольховатки, в 18 км от исходных позиций 9 армии.

#### Принятие кардинальных решений (9 июля)
Щекотихин Е. Е. напоминает о ещё одном важном совещании:

 … В 14.00 на КНП …47 тк началось обсуждение обстановки на фронте, в котором приняли участие командующий ГА Центр, командующий 9А, командующие и начальники штабов 46 и 47 тк. …Итак, обстоятельства требовали тщательной подготовки наступления и мозаичного продолжения атаки, которая могла продлиться от 4 до 5 дней. При этом, наученные опытом предыдущих дней, немцы планировали применить иную тактику боя танковых войск…
Боевые действия приобрели другой характер — «накатывающей операции на истощение противника» (выделено мною. — Е. Щ.), сложность состояла в нехватке людей, техники, боеприпасов…
Решение о прекращении операции Цитадель согласно мемуарам Манштейна было принято на совещании в ставке Гитлера 13 июля.
Однако стенограммы этого совещания (13 июля) не сохранилось, тем не менее цитируются только труды Манштейна. Есть воспоминания Жукова:

Ещё в ходе описываемых сражений под утро 9 июля на командный пункт Центрального фронта мне позвонил И. В. Сталин и, ознакомившись с обстановкой, сказал:
— Не пора ли вводить в дело Брянский фронт и левое крыло Западного фронта, как это было предусмотрено планом?
— Здесь, на участке Центрального фронта, противник уже не располагает силой, способной прорвать оборону наших войск, — ответил я. — Чтобы не дать ему времени на организацию обороны, к которой он вынужден будет перейти, следует немедленно переходить в наступление всеми силами Брянского фронта и левым крылом Западного фронта, без которых Центральный фронт не сможет успешно провести запланированное контрнаступление.
— Согласен. Выезжайте к Попову и вводите в дело Брянский фронт. Когда можно будет начать наступление Брянского фронта?
— Двенадцатого.
— Согласен.
— Жуков Г. К. Воспоминания и размышления. В 2 т.
Уже в ночь с 9 на 10-е началось скрытое разминирование подходов и подвод частей к намеченным участкам наступления. Таким образом, пока Гитлер, Манштейн и Клюге решали, как им казалось, последнюю задачу операции Цитадель, вердикт о её завершении уже вынесли Рокоссовский, Жуков и Сталин.
Не было простым совпадением, что именно 9 июля возникает замысел на фронтовой контрудар силами Воронежского фр., проведённый, как известно, 12 июля.

#### Кульминация сражения 10 июля
В воспоминаниях Манштейна есть неточность — ещё 10, а не 12 июля войска В. Моделя пошли в решительное наступление на Фатежском направлении.
На 10 июля командование 9-й армии отдало следующее распоряжение:

ХХХХVII танковый корпус возьмет командную высоту к юго-западу от Ольховатки. Атакой в этот день через Теплое на высоту под Молотычами будет подготовлен главный концентрический удар по ключевой позиции к западу от Ендовища.

В подчинении корпуса, пока только как резерв армии, находилась группа Эзебека. Атаку корпуса прикрывают подразделения авиации. ХХХХVI танковый корпус принимает меры по улучшению линии фронта на северном фланге (7-я в 258-я пехотные дивизии). 31-я пехотная дивизия снова поступает под командование ХХХХVI танкового корпуса. Задание корпуса, действующего на фланге, остается прежним: удерживать захваченные позиции.— цитируется по: КIink Егnst v. Das Gesetz des Handelns. Die Operation «Zitadelle». 1943. Stuttgart: Deutsche Verlagsanstalt, 1966.

#### Пять Героев из одной части
Поступили сведения о героических действиях 3-й бригады 2-й истребительно-противотанковой дивизии, поставленной в решающий момент командованием фронта в стыке между 13-й и 70-й армиями в районе Самодуровки—Тёплого; 1-я гвардейская артиллерийская дивизия (1 гв. ад) действует на этом же направлении. З-я истребительная бригада полковника В. Н. Рукосуева выполнила свою задачу: танки противника не прошли восточнее боевых порядков бригады, хотя она и понесла очень тяжёлые потери.
1-я гв. арт. дивизия приняла от истребителей 3-й бригады почётную и славную боевую эстафету. Начальник и офицеры политотдела дивизии, политработники бригад и полков не уходили из подразделений.
Итоги дня (70 А). 10 июля является решающим днём в ходе наступательной операции немцев. Сосредоточив на узком участке фронта части двух пехотных дивизий и трёх танковых дивизий, имея многократное превосходство в танках, двукратное превосходство в пехоте и абсолютное господство в воздухе, противник намеревался овладеть господствующими высотами и выйти на оперативный простор.
Советские части остановили противника, отбили все его яростные атаки, измотали, обескровили, заставили отказаться от плана наступления.
В ходе боя бывали критические моменты, когда вводились в бой все наличные ресурсы, вплоть до последних двух танков командования 19-го танкового корпуса. Только благодаря исключительному упорству, стойкости и искусству манёвра к исходу дня СССР добился того, что наступление немецких войск захлебнулось и прекратилось. Наступавшие немцы стали закрепляться на рубежах для обороны и частично отходить.
Потери Германии за день боёв: до 5500 солдат и офицеров, 150 подбитых и сожжённых танков, из них 40 «тигров», 15 сбитых самолётов, 4 артбатареи и 6 минбатарей уничтожены. Советские потери: убитых — 596, раненых — 1223, в основном за счёт 140-й стрелковой дивизии, где было убито 513, ранено — 943.
Артиллерия Германии выпустила свыше 6270 снарядов и 1760 мин; Советского Союза — 32 223 снаряда, 47 235 мин.

### Завершение оборонительного периода
70А (11 и 12 июля). В течение дня противник мелкими группами при поддержке небольшого числа танков атаковал наши позиции в районе Тёплого и под прикрытием авиации выводил свои основные силы из этого района.
В полосе 280 сд противник имел некоторый успех. К 8:00 после неоднократных атак силой до полка пехоты и 30 танков противник овладел Дегтярным, Обыденки-Бузова и Александровкой.
О сроках завершения оборонительного периода отмечается в труде Генштаба — «…боевая деятельность в этот период определялась указаниями Верховного Главнокомандующего»:

Изматывать противника на подготовленных рубежах и не допустить его прорыва до тех пор, пока не начнутся наши активные действия на Западном, Брянском и других фронтах.
Таким образом, всего неделя потребовалась войскам Центрального фронта, чтобы окончательно остановить врага, обескровив его. Командование Центрального фронта доносило в Ставку:
Встретив противника стеной разящего металла, русской стойкостью и упорством, войска Центрального фронта измотали в непрерывных ожесточённых восьмидневных боях врага и остановили его натиск. Первый этап сражения закончился.

## От обороны к наступлению

### 12—14 июля. Подготовка ЦФ к наступлению

#### 12 июля — перелом в сражении
Манштейн так характеризует этот момент в сражении:
…Сражение достигло своей высшей точки! Скоро должно было решиться — победа или поражение. 12 июля командованию группы, правда, стало известно, что 9 армия вынуждена была приостановить наступление и что противник перешёл в наступление против 2 танковой армии. Но командование нашей группы твёрдо решило не приостанавливать преждевременно сражения, может быть, перед окончательной победой. У нас ещё был 24 тк с 17 тд и дивизией СС „Викинг“, которые мы могли бы бросить в бой как наш козырь..
И 9 армия поспеет поддержать с севера:

…Командование армии предполагало, что после отражения вражеских контратак, перемещения главного направления своего удара и введения в бой резервов оно вновь возобновит наступление 12 июля, чтобы завершить прорыв.
Как видим, говорится только о приостановке наступления В. Моделя, но не категорически о его полном завершении. Манштейн (и возможно не только он) ещё надеялись на определённый успех в «Цитадели»!
В полосе 70А противник 12 июля проявлял активность, вёл бой местного значения небольшими группами. В районе Тёплого было полное затишье. К исходу дня противник перешёл к обороне. За два дня боёв 11 и 12 июля 1943 г. противник потерял до 2000 солдат и офицеров, 69 подбитых и сожжённых танков, 12 сбитых самолётов.

##### 13 июля — совещание у немцев
13 июля произошло очередное совещание в ставке Гитлера, где, по словам Манштейна, решалась дальнейшая судьба немецкого наступления:

Совещание 13 июля началось заявлением Гитлера о том, что положение на Сицилии, где западные державы высадились 10 июля, стало серьёзным… Необходимо сформировать новые армии в Италии и на западных Балканах. Восточный фронт должен отдать часть сил, и потому операция «Цитадель» не может дольше продолжаться.
Именно это приводят как своеобразный приговор «Цитадели», забывая упомянуть тем не менее оптимизм командующего:
После успешного отражения атак противника, бросившего в последние дни в бой почти все свои оперативные резервы, победа уже близка. Остановить сейчас битву, вероятно, означало бы упустить победу! Если 9 армия будет хотя бы только сковывать противостоящие ей силы противника и, может быть, потом возобновит наступление, то мы попытаемся окончательно разбить силами наших армий действующие против нас и уже сильно потрёпанные части противника.
Фельдмаршал фон Клюге был менее оптимистичен, заявив, что армия Моделя уже потеряла свыше 20000 человек. Кроме того, группа вынуждена отобрать все подвижные части у 9А, чтобы ликвидировать глубокие прорывы фронта 2ТА. И уже только по этой причине наступление 9А не может продолжаться и не может быть потом возобновлено. Как видим, Клюге более реалистичен, а о положении на Сицилии даже не упоминает.
Е. Е. Щекотихин выделяет решения немцев 13 июля:

13 июля в 13:00 ген.-полковник Модель получил сообщение от командующего ГА «Центр» о решении Гитлера передать…Моделю командование 9-й и 2-й армиями… В задачу армий входило отражение вражеских атак на Орловской дуге (выделено мною. — Е. Щ.)
Противник решил обороняться на достигнутом рубеже — обороняющиеся оказались сильнее наступающих. Немцам пришлось рассчитать и допустить возможность нашего контрнаступления, они рассчитывали на крепость своих позиций, существовавших до 5 июля.
В первые же дни наступления немцы взамен ушедших вперёд дивизий на линию прежней обороны выдвинули войска резервных, обслуживающих и тыловых подразделений. Об этом говорит и то, что немцы часть танковых дивизий (а на нашем участке фронта 20-ю тд) ещё 12 июля 1943 г. вывели из боя на старые позиции… Из показаний пленных установлено, что их задачей является прочное удержание старых позиций и отход должен осуществляться по принципу подвижной обороны и под прикрытием мощного арт-миномётного огня, контратак пехотой и танками.
Рано утром 13 июля 1943 г. 70 А получила директиву:
1. До 6 танковых и до 8 пехотных дивизий противника в результате его восьмидневных наступательных боёв, понеся тяжёлые потери…, остановлены… на рубеже: Никитовка, Красная Слободка, Кривцово, Протасово, Петровка, отделение совхоза Поныровский, Битюг, Кашара, юго-восточная окраина Тёплого, восточная часть Самодуровки, выс. 236,7 (1 км юго-западнее Гнильца), Мишкин, Обыденки-Измайлово.
2. Войскам 48, 13, 70 армий и 16-й ВА … с утра 15 июля 1943 г. перейти в общее контрнаступление с задачей уничтожить ударную группировку противника… и к исходу 17 июля 1943 г. главными силами армии выйти на рубеж: Нагорный, Преображенское, Шамшин, Новополево, Рождествено, Каменка (12 км северо-западнее ст. Малоархангельск), Весёлый поселок, Лебедиха, Воронец, Морозиха, Катомки.
В дальнейшем иметь в виду развитие удара в общем направлении на Старое Горохове, Философово, Плоское, Нестерево…

## 15—18 июля. Выход на занимаемые до немецкого наступления рубежи
Ещё в ходе подготовки к сражению боевые порядки построены так, чтобы сразу от обороны перейти к наступлению. 12 июля Рокоссовский К. К. принимает решение на контрнаступление (Директива № 00408/оп), на подготовку предоставлялось 3 дня.
Противник к 14 июля снял 2, 18 тд, 36 мото и походным порядком направил их в район Орла.

### 15 июля. Начало контрнаступления
В течение трёх дней в районе Ольховатки, Понырей была создана ударная группировка в составе 18 ск и 16 тк. 15 июля 48А (левым крылом), 13А и 70А перешли в наступление и сильным ударом в направлении на Гремячего рассекли силы противника на две части. Одновременно части 48А и 70А нанесли удары с флангов. Чтобы не попасть в полное окружение, немецкие войска начали отход на север, неся большие потери и оставляя на поле боя много техники и вооружения.
Бои не прекращались ни днём, ни ночью.
«Для поддержки наступления в первый же день операции выделялось 419 самолётов объединения, из которых 284 составляли бомбардировщики и штурмовики. Действия штурмовой авиации были особенно эффективны. Массированные удары силами 56 и 92 штурмовиков 2-й гв. и 299-й шад во многом способствовали прорыву немецкой обороны и освобождению частями 13А нп. Бузулук, Снова, Подсоборовка, Соборовка».
Более интенсивным действиям авиации мешали сложные погодные условия.
Несмотря на некоторые успехи, части 13А имели в первый день наступления скромное продвижение, всего 2—3 километра. Противником на протяжении всего дня оказывалось упорное сопротивление.

Командир танковой роты 142-го танкового бат. (95-я танковая бригада, 9 тк, Центральный фронт) ст. лейтенант Иван Шевцов особо отличился в ходе Курской битвы. 15 июля 1943 года, во главе вверенного танкового подразделения во взаимодействии с пехотой ст. лейтенант Шевцов И. А. в числе первых ворвался на железнодорожную станцию «Малоархангельск» (Орловская область) и в течение пяти часов удерживал её, нанеся гитлеровцам значительный урон в живой силе и боевой технике. В этом бою отважный офицер-танкист был ранен, но не оставил поле боя. Указом Президиума Верховного Совета СССР от 27 августа 1943 года за образцовое выполнение боевых заданий … и проявленные при этом мужество и героизм старшему лейтенанту Шевцову Ивану Андреевичу присвоено звание Героя Советского Союза. 
95 тбр получила задачу: прорвать оборону противника на высотах восточнее Понырей и, развивая наступление вглубь, овладеть станцией Малоархангельск. В 4 часа утра 14 июля танкисты ринулись в атаку. Поначалу она развивалась успешно. Но у переднего края обороны врага подразделения наткнулись на сплошное минное поле. Несколько машин подорвалось, атака захлебнулась.
Старший лейтенант Шевцов ещё во время разведки боем обратил внимание на то, каким путём отходили от переднего края танки противника. «Надо найти это место», — решил он. Выбравшись из нижнего люка, сам нашёл колею от фашистского танка и по ней без потерь провёл свою роту через минное поле. Фашисты не ожидали такой дерзости и не сразу сообразили, что предпринять. А старший лейтенант развернул роту и повёл её на север. На высокой скорости танкисты ворвались на станцию Малоархангельск и перерезали железную дорогу, по которой шло снабжение вражеских войск. В считанные секунды рота уничтожила паровоз и вагоны с боеприпасами, готовые к отправке. Старший лейтенант установленным кодом доложил: рота захватила станцию Малоархангельск. Однако ему не поверили. Как он там оказался?
Тогда Шевцов сообщил о своём местопребывании открытым текстом. Дошло до всех: рота находится в тылу врага. Приказ был краток: «Держитесь, помощь придёт!» Но помощь прибыла не скоро. И роте пришлось сражаться в тылу врага почти сутки. Гитлеровцы бросили против роты Шевцова 13 танков с пехотой, стремясь смять и уничтожить её. Старший лейтенант приказал подпустить фашистов поближе и только тогда открыть огонь. Схватка завязалась на редкость жаркая. За час боя гитлеровцы потеряли 9 танков и, не добившись цели, откатились назад. Через три часа немцы пошли в новую атаку. Но и она была отбита. Солнце катилось к закату. И тут Шевцов увидел на высоте, северо-западнее станции, два тяжёлых танка «тигр». Старший лейтенант решил вступить в схватку с врагом одним своим командирским танком. «Тридцатьчетвёрка» заняла выгодную позицию и стала ждать приближения «тигра». И вот он поравнялся с нашим танком и, не заметив его, пошёл дальше. Потом остановился и начал вести огонь с места. Этим и воспользовался командир роты. Он прицелился в самую середину кормы и послал один за другим несколько снарядов. «Тигр» загорелся.
Экипаж вражеской машины открыл верхний люк и попытался покинуть горящую машину. Но Шевцов скосил фашистов огнём из пулемёта, не дав уйти живым ни одному. Старший лейтенант стал искать второй «тигр». По его команде механик-водитель медленно вывел танк из-под укрытия. Вдруг последовал удар в левую гусеницу. Машину развернуло бортом. И сразу несколько снарядов прошило броню. Из экипажа остался в живых один командир. Подбежавший командир взвода лейтенант Барбакадзе помог раненому в ногу и плечо Шевцову вылезти наружу. Однако бой ещё не был окончен, и он продолжал руководить им.

### 16 июля
Оперативная сводка № 198 Генштаба сообщала:
Войска ЦФ с 12:00 16.7 возобновили наступательные действия на орловско-курском направлении.
- 13А с 12:00 16.7 возобновила наступление на всём фронте и, преодолевая упорное сопротивление противника, в течение дня продвинулась от 2 до 4 км.
- 70А правофланговыми частями с 12:00 16.7 возобновила наступление, но, встретив сильное огневое сопротивление противника, к исходу дня существенных успехов не добилась, очистив лишь от противника восточную часть нп Самодуровка.
- Авиация фронта наносила удары по противнику, вела разведку и прикрывала ударную группировку. Произведено 2093 самолёто-вылета; уничтожено и повреждено 75 танков, 24 орудия и свыше 200 автомашин[15].

Разведотдел штаба ГА Центр 16 июля давал обобщённую оценку:
«Во второй половине дня противник перешёл в наступление при сильной поддержке авиационных штурмовых соединений. Основные усилия его были направлены против правого фланга 47-го, а также 41 тк и 23АК. Выявленные исходные позиции, особенно в районе по обе стороны железной дороги Поныри, при этом 190 танков, говорят о возможном наступлении крупными силами на широком фронте. Результаты фронтовой разведки говорят о том, что находившиеся до сих пор в резерве 65А и 70А танковые соединения (40, 240 и 255 тп) вступили в бой. Противник ввёл в бой также и 43 тп, находившийся в резерве 48А. В боях впервые выявлены 9 тк с 23 тбр (в последнее время в резерве 49А), а также 183 тп (только сформированный)».
«На следующий день погода в районе боёв улучшилась, что позволило авиаторам 16ВА совершить 1713 самолёто-вылетов. Действия ударной авиации в этот день стали хрестоматийными, упоминаясь во многих работах, посвящённых участию авиации в войне. Согласно архивным данным, 16 июля подчинённые С. И. Руденко трижды в течение 9 часов атаковали позиции противника силами около 400 самолётов».
Действия трёх авиационных эшелонов каждый раз предваряли очередную атаку наземных войск, которые начали наступление около 12:00. Однако, несмотря на все усилия авиаторов, наступление 13А 16 июля имело ограниченный успех. За весь день частям армии, усиленным 3-м и 9 тк, удалось продвинуться на участке, обороняемом 10 мд, всего на 2—4 км.

### 17 июля. Выход основными силами на рубеж, занимаемый до 5 июля
- 13А — в 4:00 17.7 возобновила наступление на всём фронте и с частями 2ТА, сломив сопротивление противника, к исходу дня 17.7 вышла на рубеж сады (вост. и юго- вост. нп Похвальное) — Саборово — Тросна — вост. окр. нп Согласный — ст. Малоархангельск — Очки — южн. окр. г. Сокольники — выс. 243,9 (7 км юго-зап. ст. Малоархангельск) — Бутырки — (иск.) Окоп.

Противник с 10:30 до 17:00 17.7 из района Глазуново— Хитрово — Подлесная в напр. района ст. Малоархангельск — Александровка силами до пд и 100 танков неоднократно контратаковал части армии. Все контратаки противника были отбиты с большими для него потерями.
- 70А — правофланговые части, преодолевая упорное сопротивление противника, продолжали наступление. Части армии вышли на рубеж (иск.) Окоп — южн. окр. нп Подолянь — Гнилец — юго-вост. окр. нп Пробуждение — Болотный — Обыденки — Измайлово.

Частями армии за день боя уничтожено до 2000 солдат и офицеров, 2 аэростата, 3 арт. и 5 мином. батарей, 26 пулемётов, 11 автомашин с пехотой противника. Захвачено до 100 подбитых танков, 200 винтовок, 15 станковых пулемётов … Взято 8 пленных (7 и 258 пд).
- 48А — оставалась на прежних рубежах.
- 2ТА, взаимодействуя с частями 13А, отразила несколько контратак противника и вышла на рубеж Очки — южн. окр. г. Сокольники — высота 243,9 — Бутырки.
- Авиация фронта уничтожала войска противника перед фронтом 13А и 70А и одиночными самолётами вела разведку…

По неполным данным, уничтожено до 800 солдат и офицеров, 40 танков, 230 автомашин, 5 орудий ЗА, 34 полевых орудия, 30 миномётов; взорвано 3 склада горючего, 5 складов с боеприпасами, уничтожен 1 паровоз и 6 вагонов. В 16 воздушных боях сбито 13 самолётов противника.
Активизировались 17 июля и действия немецкой истребительной авиации, впервые с 11 июля в значительных количествах появившейся в полосе действия 16ВА. Если за 14 и 15 июля было зарегистрировано всего четыре воздушных боя, то 17 июля число воздушных схваток составило 20, в которых советские экипажи потеряли 35 самолётов.
Утром 17 июля части 2ТА в районе Архангельское, Озерки вышли к прежнему переднему краю, одновременно 13А и 70А к исходу дня восстановили прежнее положение.
Необходимо уточнить, что 17 июля вышли только основными силами, полностью — к концу 18 июля.

### 18 июля. Окончательное завершение боёв
Под непрерывными ударами с воздуха немецкое командование вынуждено было 17 июля отвести свои части на вторую линию обороны, в ходе боёв за которую советским частям также удалось осуществить вклинения. К исходу 18 июля 13А удалось восстановить то положение, которое она занимала до начала немецкого наступления.
Рокоссовский К. К. подводит итог сражения на Северном фасе Курской дуги:

 Войска ЦФ на курско-орловском направлении в четырёхдневных напряжённых наступательных боях, нанеся большие потери противнику, отбросили его разбитые части на рубеж, занимаемый им до 5 июля и к исходу 18 июля полностью восстановили своё прежнее положение.— Боевое донесение командующего ЦФ № 00160 Верховному Главнокомандующему
Отмечено, что при этом (с 5 по 18 июля) противнику нанесены потери: уничтожено солдат и офицеров 36000 чел., танков 272, САУ 54, орудий всех калибров до 300, миномётов 269.
Захвачено (по неполным данным) подбитых танков 277, САУ 31, орудий полевых 139, тягачей 13, автомашин 56 и др. В воздушных боях и зенитными средствами сбито 24 самолёта.
К исходу 18 июля немецкие войска полностью отброшены на свой прежний оборонительный рубеж, обращает внимание большое количество оставленной бронетехники — 308 единиц. При этом к началу наступления 9А по немецким данным имела 1014 танков и САУ (советские источники с учётом резервов округляют это число до 1200).
Войска ЦФ в 7:00 19 июля после короткого артналёта перешли в наступление в общем направлении на Кромы. Противник, оказывая сильное сопротивление на курско-кромском направлении, с боями отходил.
Жуков Г. К. отмечал о необходимости некоторого смещения наступления ЦФ :

Центральный фронт своё наступление начал там, где закончился его контрудар, и двигался широким фронтом в лоб основной группировке противника. Главный удар Центрального фронта нужно было бы сместить несколько западнее, в обход Кром.
Только тогда немецкое командование окончательно рассталось с идеей летнего наступления и в дневнике военных действий ВГК вермахта появится:

19 июля — ввиду усилившегося наступления противника дальнейшее проведение операции Цитадель невозможно. Для создания резервов за счёт сокращения линии фронта наше наступление прекращается.

## Итоги
К. К. Рокоссовский даёт такую оценку сражения на северном фасе:

Таким образом, войска Центрального фронта выполнили задачу. Упорным сопротивлением они истощили силы врага и сорвали его наступление. Северной группе немецко-фашистских войск, наступавшей с Орловского выступа силами восьми пехотных, шести танковых и одной моторизованной дивизий при поддержке 3500 орудий и свыше 1000 самолётов, не удалось прорваться навстречу своей южной группе, пробивавшейся на Южном фасе Курской дуги.
Ещё командующий отмечает, что:
… нам не понадобилось воспользоваться резервами Ставки, справились без них, потому что правильно расставили силы, сосредоточили их на том участке, который для войск фронта представлял наибольшую угрозу.
Воронежский фронт завершил сражение на Южном фасе Курской дуги несколько позже, 23 июля.

На следующий день, 24 июля Верховный Главнокомандующий Сталин И. В. приказом № 1 благодарил отличившиеся войска:

"Как это теперь стало ясным, немецкое командование ввело в бой на орловско-курском направлении семь танковых, две моторизованные и одиннадцать пехотных дивизий… В ожесточённых боях наши войска измотали и обескровили отборные дивизии немцев и последующими решительными контрударами …полностью восстановили положение, занимавшееся ими до 5 июля… " 
Поздравляю Вас и руководимые Вами войска с успешным завершением ликвидации летнего немецкого наступления

## Потери

### Потери Красной Армии
Центральный фронт, задействованный в сражении на севере дуги, за 5-11 июля 1943 г. понёс потери в 33 897 человек, из них 15 336 — безвозвратные, 18561 — санитарные.
По Кривошееву на 5 июля ЦФ имел 738000 чел., а к началу Орловской операции 645300. «Разница почти 60 тысяч (цитируется Приложение 2 из комментариев в „Битва под Курском. От обор к наступлению“) — наводит на … размышления. И далее объяснение сего феномена — войска Рокоссовского включились в Орловскую операцию не 12, а лишь 18 июля… плюс вывод из состава ЦФ двух сд и пр. (35 — 40 тыс. чел.) — „недоучёт“ численности войск находит вполне убедительное обоснование».

По работе Кривошеева выходит, что с 5 по 12 июля из ЦФ выбыло лишь 2 сбр и прибыла одна тбр. Очевидно в данном случае имеет место неточность в данных Кривошеева (который не занимался анализом боевого расписания войск) — однако она может ввести …в серьёзное заблуждение.
С 1 по 10 июля ЦФ (по табличным данным из Курская битва М: Наука, 1970.) сократился на 70600 чел.(с 711575 до 640975 чел.). Первым обратил на это внимание Л. Лопуховский (в «Прохоровка без грифа секретности» стр. 524 и прим. на стр. 567) и это более чем в два раза превышает общие потери фронта.

С другой стороны за этот период из боевого состава фронта выбыли 2 стрелковые и одна истребительная дивизии, 2 стрелковые бригады,4 самоходно-артиллерийских полка, а это составит не менее 35—40 тыс. человек
Добавив к потерям (33 897 чел.) выбывшие войска (возьмём около 37 тыс. чел.) получаем обнаруженную разницу в 70 с небольшим тыс. чел.
Данные немецкой стороны — Разведотдел штаба 9А 20 июля в сообщении № 2026/43 докладывал:

К 19.7 наши успехи выглядят следующим образом: 7165 военнопленных, 822 перебежчика, 1060 танков, 136 орудий, 265 противотанковых пушек, 20 зенитных пушек, 198 миномётов, 690 пулемётов, 19 самолётов, 626 автоматов, 339 противотанковых ружей, 2470 винтовок, 19 залповых орудий и 1 огнемёт.

#### Потери в ходе контрнаступления
Исаев А. В. отмечает, что «в отчётных документах БТ и МВ фронта признавалось, что в ходе контрнаступления „собственные потери, особенно в танковых полках, значительно превышали потери, понесённые в оборонительных боях“ и отмечалось, что объясняется это, в частности, использованием противником „Тигров“ (в полосе 70-й армии был 505-й батальон) и „Фердинандов“ (на оси железной дороги, у станции Малоархангельск)».
Баланс (было/стало), составленный Исаевым А. В. по отдельным танковым полкам (отп) и 129 тбр в начале контрнаступления ЦФ с 15 по 20 июля 1943 г.:
| ОТП        | Наличие на 14.7.43 г.                     | Наличие на 20.7.43 г. или потери           |
| 129 тбр    | 8 КВ, 15 Т-34, 11 Т-70, 7 Т-60, 14 СУ-122 | Сгорело 2 КВ, подбито 1 КВ, 5 Т-34, 3 Т-70 |
| 30 гв.ттпп | 14 КВ-1С                                  | 6 КВ-1С                                    |
| 229 отп    | 22 М4А2 «Шерман»                          | 10 М4А2 «Шерман»                           |
| 58 отп     | 13 Т-34, 3 Т-70                           | 6 Т-34, 4 Т-70                             |
| 43 отп     | 15 Т-34, 12 Т-70                          | 4 Т-34, 7 Т-70 на 17.7.43 г.               |
| 255 отп    | 31 Т-34, 4 Т-70                           | 9 Т-34, 2 Т-70                             |
| 237 отп    | 17 Т-34, 3 Т-70                           | 3 Т-34, 2 Т-70                             |
| 84 отп     | 22 Т-34                                   | 4 Т-34                                     |

Также, по подсчётам Исаева А. В., с начала контрнаступления «три дня боёв стоили 2-й ТА 87 подбитых и сгоревших танков, 9-му тк — 69 танков».

### Потери Вермахта
9-я армия Моделя — потеряла с 5 по 11 июля (по Цеттерлингу) 22 237 человек.

## Оценки, мнения

#### Советская сторона
Оценка А. Давиденко, зам. нач. Института военной истории МО РФ, член-корр. РАЕН:
Анализируя работу, проделанную в период подготовки к летней кампании, можно утверждать, что советскими войсками Курская битва ещё до её начала была наполовину выиграна.
Также есть мнение, что «сначала свою Курскую битву выиграла разведка».

#### Немецкая сторона
Мнение обер-ефрейтора Гейнца Брандта, 2-й велоэскадрон 31-й пд:

Большинство солдат потеряло веру в победу Германии. После Сталинграда, после провала июльского наступления и при теперешнем отступлении немецкой армии немногие уже верят в победу Гитлера. Те, кто верит, — это люди, которые знают, что поражение Гитлера — их гибель. Но придёт день, когда и они поднимут руки вверх, или пустят себе пулю в лоб.
Брандт оказался прозорлив — Модель и Гитлер застрелились, Клюге принял яд.

## Память
- Курский государственный областной краеведческий музей. Сайт — http://kursk-museum.ru/.

Экспозиция музея занимает площадь в 1200 квадратных метров и размещается в трёх отделах: природы, истории дореволюционного периода, истории советского общества и современности.
Широко раскрыта тема исторического прошлого, тема Великой Отечественной войны, Курской битвы.
- Поныровский историко-мемориальный музей Курской битвы.

С 1 июня 2006 года музей стал филиалом Курского областного краеведческого музея.
В день своего 40-летия — 5 июля 2010 года сотрудники музея подготовили и открыли новую экспозицию под открытым небом, воссоздав небольшой участок переднего края нашей обороны «Июль 1943. Передний край».
- Историко-мемориальный музей «Командный пункт Центрального фронта». Филиал Курского государственного областного краеведческого музея Курская область, Золотухинский район, местечко Свобода, ул. Советская, 32

В 1943 году в период подготовки и ходе Курской битвы в м. Свобода размещался КП и штаб Центрального фронта под командованием К. К. Рокоссовского. 5 августа 1973 г., в 30-ю годовщину победы на Курской дуге, в м. Свобода был открыт мемориальный комплекс, а 9 мая 1975 г. — музей «КП Центрального фронта».
- Музей боевой и трудовой славы в Малоархангельске Орловской области

Орловская обл, г. Малоархангельск, ул. Карла Маркса, Музей боевой и трудовой славы.
К 30-летию Курской битвы в Доме пионеров одну комнату выделили под музей боевой славы. Сейчас он размещается в одноэтажном здании, состоящем из пяти комнат. Здесь хранятся около 20 тысяч экспонатов: письма, воспоминания родственников, ветеранов, фотографии, личные вещи, военный металл. Решением районного Совета народных депутатов Малоархангельскому Музею боевой славы присвоено имя его основательницы — Марии Фёдоровны Шеховцовой, на здании будет установлена мемориальная доска.

## Комментарии
1. ↑  Генерал-полковник артиллерии, командующий артиллерией Степного фронта в период Курской битвы
2. ↑  Названа так по имени командира, генерал-лейтенанта фон Эзебека.